# Eiffage
Eiffage ist ein börsennotiertes französisches Bauunternehmen mit Firmensitz in Vélizy-Villacoublay.

## Hintergrund
Eiffage beschäftigt rund 69.000 Mitarbeiter. Das Unternehmen wird von Jean-François Roverato geleitet. Es entstand 1992 durch die Übernahme des Unternehmens La Société Auxiliaire d'Enterprises Électriques et de Travaux Publics (SAE: gegründet 1924) durch das Unternehmen Fougerolle (gegründet 1884). Mit der Übernahme erhielt das Unternehmen den Firmennamen Eiffage.
Zu den vergangenen Großbauprojekten gehörten das Viaduc de Millau und die Schnellfahrstrecke Perpignan – Figueres, die 2010 eröffnet wurde. Des Weiteren wurde unter anderem 1995 die Normandie-Brücke über die Seine und 1998 die Erweiterung des Europäischen Parlaments in Brüssel gebaut.
Über die Eiffel Construction Métallique SAS gehört auch das deutsche Unternehmen SEH Engineering (bis 2016: Eiffel Deutschland Stahltechnologie) zur Eiffage-Gruppe. Zum 1. Januar 2010 übernahm Eiffage die Bau-Unternehmensgruppe Faber.

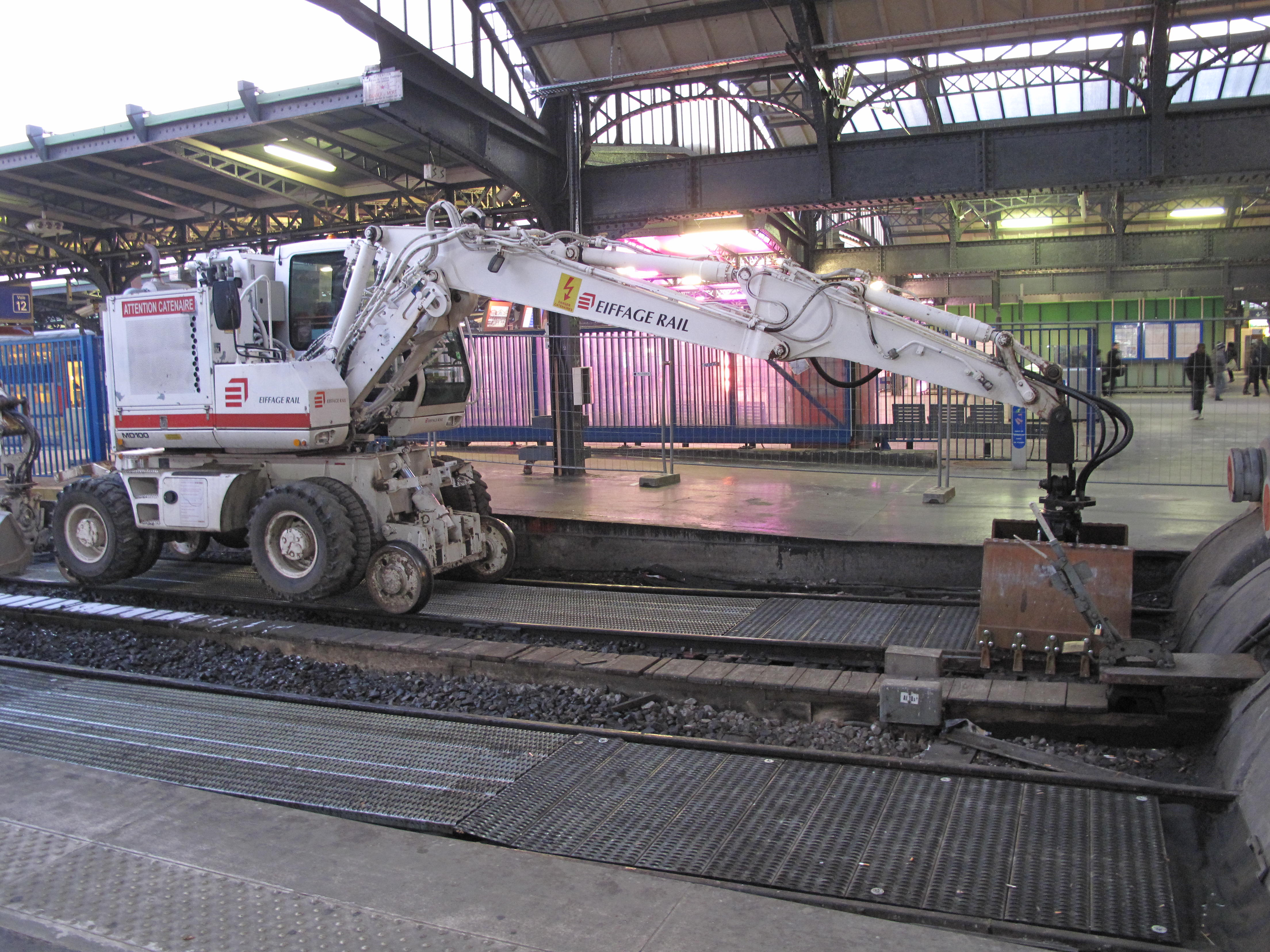
Eiffage Gleisbau

Im Jahre 2010 übernahm Eiffage von Heijmans den Bereich Schieneninfrastruktur der ehemaligen Firma Heitkamp. Sitz dieses Geschäftsbereichs ist Herne-Wanne, die Gleisbaugeräte und die zugehörige Werkstatt sind auf dem Gelände der ehemaligen Heitkamp Bauholding in Herne-Wanne beheimatet.

## Tochterunternehmen
Zu Eiffage gehören auch unter anderem die beiden Autobahnbetreiber APRR und AREA sowie das Unternehmen Fulli, welches die Telepéage-Mautboxen vertreibt.